# 番茄夜蛾属
番茄夜蛾属（学名：Diataraxia）是夜蛾科下的一个属。

## 下属物种
本属包括以下物种：
- 番茄夜蛾 Diataraxia oleracea Linnaeus